# Resolució 2002 del Consell de Seguretat de les Nacions Unides
La Resolució 2002 del Consell de Seguretat de les Nacions Unides fou adoptada per unanimitat el 29 de juliol de 2011. Després de recordar les resolucions 733 (1992), 1519 (2003), 1558 (2004), 1587 (2004), 1630 (2005), 1676 (2006), 1724 (2006), 1744 (2006), 1766 (2007), 1772 (2007), 1801 (2008), 1811 (2008), 1844 (2008), 1853 (2008), 1862 (2009), 1907 (2009), 1916 (2010) i 1972 (2011), el Consell va estrényer les sancions contra Eritrea i Somàlia per incloure persones i entitats que reclutessin o utilitzessin nens soldat a la Guerra Civil somali, a més dels responsables d'atacs contra escoles i hospitals a Somàlia.

## Observacions
En el preàmbul de la resolució, el Consell va reafirmar la importància de l'Acord de pau de Djibouti i de la Carta Federal de Transició com a base per a la resolució del conflicte a Somàlia. Va condemnar les violacions de l'embargament d'armes contra Eritrea i Somàlia i va instar tots els estats, especialment els de la regió, a abstenir-se de violar els embargaments. Els membres del Consell van destacar la necessitat de millorar el seguiment dels embargaments d'armes i expressaren la seva preocupació pels actes d'intimidació contra el grup de seguiment.
La Resolució 2002 va expressar la seva preocupació per la agreujament de la situació humanitària a Somàlia i va condemnar les restriccions imposades pels grups armats al lliurament de l'ajuda humanitària al país i els atacs contra el personal humanitari. Mentrestant, el Consell va subratllar la importància d'una assignació responsable i transparent dels recursos financers i va demanar que s'aturi l'apropiació indeguda dels fons.
El Consell va determinar que la situació a Somàlia, les accions "perjudicant la pau i la reconciliació" d'Eritrea a Somàlia, així com la disputa entre Eritrea i Djibouti, continuaven constituint una amenaça per a la pau i la seguretat internacionals.

## Actes
Actuant en virtut del Capítol VII de la Carta de les Nacions Unides, el Consell de Seguretat va decidir que les prohibicions de viatge, les sancions econòmiques i l'embargament d'armes també s'aplicarien a persones i entitats designades pel Comitè que obstaculitzessin el procés de pau, reclutant nens soldats o atacant escoles i hospitals en violació del dret internacional. Els actes també inclourien l'apropiació indeguda dels fons financers.
La resolució va considerar que tot el comerç no local que passava pels ports controlats per Al-Xabab era una amenaça per a la pau, l'estabilitat i la seguretat de Somàlia i els qui participaven en aquest comerç estaven sotmesos a sancions. En aquest sentit, es va demanar al Govern Federal de Transició que prohibís el comerç de vaixells de gran tonatge amb ports controlats pel grup rebel.
La Resolució 2002 va exigir el lliurament sense restriccions de l'assistència humanitària a totes les persones que ho necessitaven a través de Somàlia. El Consell va demanar al secretari general de les Nacions Unides Ban Ki-moon que renovés el mandat del grup de seguiment de vuit persones establert a Resolució 1558 (2004) durant altres dotze mesos; entre les seves prioritats, hi havia supervisar les sancions, investigar les violacions de les mesures, investigar els ingressos en els ports controlats per Al-Xabab i lliurar informes al Consell sobre la situació.
Finalment, es va instar a totes les organitzacions i estats internacionals de la regió, inclosa Eritrea i el govern de transició somali, a garantir la seguretat del grup de control.